# Józef Unrug
Józef Unrug, také Joseph von Unruh (7. října 1884, Brandenburg an der Havel – 28. února 1973, Lailly-en-Val, Francie) byl polský viceadmirál, který za druhé světové války vedl evakuaci polského loďstva do britských přístavů a poté řídil obranu Helské kosy.
Narodil se v roce 1884 v Brandenburgu do germanizované rodiny původem z Polska. Jeho otec byl generálmajor. Po dokončení gymnázia v Dráždanech navštěvoval námořní školu. V roce 1907 vstoupil do německého námořnictva. Za první světové války sloužil jako velící důstojník na ponorce. Po získání nezávislosti Polska vstoupil do polské armády. Později se stal velitelem ponorkové flotily. Roku 1933 byl povýšen na kontradmirála. Zemřel ve Francii v roce 1973.